# Nennius
Nennius var en walesisk historieskrivare som omtalas ha levat på 790-talet och är känd endast genom sin Historia Brittonum, ett kompilationsarbete, som återger flera äldre verk av värde för kännedomen om Wales och Englands äldsta historia. 
Nennius verk är bevarat endast i långt senare avskrifter (de äldsta från 900-talets slut) och i dem försett med vanställande interpolationer, som länge förledde forskarna att betrakta arbetet som en förfalskning. Tysken Heinrich Zimmer lyckades emellertid i avhandlingen "Nennius vindicatus" (1893) få fram den ursprungliga formen av Nennius historia och klargöra, vilka dennes främsta källor varit. Hos Nennius förekommer bland annat de äldsta i skrift bevarade sägnerna om kung Artur.